# Украјинска ноћ
Украјинска ноћ (укр. Українська ніч) је дело Архипа Куинџија из 1876. године. Део је колекције Третјаковске галерије у Москви (инв. 879).

## Историјат
Дело Украјинска ноћ први пут је приказано 1876. године на петој изложби Удружења путујућих уметничких изложби (Передвижници), где је постигла велики успех. Такође је изложена на Одељењу за руску уметност на Париској изложби 1878. Исте године, за ово дело, заједно са сликама На острву Валам (1873, Третјаковска галерија), Чумашки тракт у Мариупољу (1875, Третјаковска галерија) и Степа (1875, Јарославски уметнички музеј), Куинџију је додељена титула класног уметника првог степена.
Ова слика се сматра прекретницом у уметниковом стваралаштву. Полазећи од ње, он се удаљио од академског романтизма својих ранијих радова, а егзотичност слике постала је препознатљива карактеристика његовог рада. Већи део слике Украјинска ноћ је насликан у сомотским плаво–црним тоновима, а само светли зидови сеоских мазанки у десном делу слике јарко сијају на месечини.

## Рецензије
Писац Михаил Неведомски, аутор Куинџијеве биографије, је написао:
Али прави тријумф Куинџија била је његова слика из 1876. године – „Украјинска ноћ”, која је украсила, у правом смислу речи, пету путујућу изложбу. Може се рећи да је управо у овом делу Куинџи први пут пронашао себе, стао на свој прави пут, открио сво богатство своје уметничке индивидуалности. Управо са „Украјинском ноћи” треба да означимо почетак зрелог периода у Куинџијевом стваралаштву...
И историчар уметности Владимир Петров је то написао у свом чланку посвећеном сто педесетој годишњици рођења Архипа Куинџија:
А 1876. године сликар се показао као неупоредиви певач ноћне степе – чувена „Украјинска ноћ” (Третјаковска галерија) појавила се пред публиком на петој изложби Передвижника. Дубоко тамноплаво небо прошарано светлим звездама, беле колибе степског села обасјане месечином, витке пирамидалне тополе и језерце обрасло трском уметник је насликао са задивљујућом смелошћу генерализације светлости и боја и необичном комбинацијом „физиолошке” аутентичности и истинске поезије слике, терајући човека не само да се диви мајсторству илузије, већ и да се сети Пушкинових и Гогољевих инспирисаних описа „чудесне” украјинске ноћи.